# Rizični faktor
Rizični faktor je u medicini varijabla koja ukazuje na povećani rizik od obolijevanja ili zaraze. Rizični faktori se mogu dovesti u korelacijsku, ali se ne mogu nužno dovesti i u uzročno-posljedičnu svezu. Tako se primjerice ne može reći da niska životna dob uzrokuje ospice, ali je zato vjerojatno da mlađa osoba razvije imunost na tu bolest tijekom života.
{\displaystyle rizik={\frac {\mbox{broj oboljelih ili zaraženih}}{\mbox{broj izloženih rizičnom faktoru}}}}
Potencijalni rizični faktori se vrednuju usporedbom rizika izloženih rizičnom faktoru s rizikom neizloženih.
Najranija poznata uporaba faktora rizika seže još u doba Aviceninog Medicinskog kanona (1020-ih). No samu je sintagmu "rizični faktor" 1961. g. prvi skovao kardiolog Thomas Dawber u svom kapitalnom djelu o povezanosti bolesti srca s krvnim tlakom, kolesterolom i pušenjem.